# Orsai
Orsai es una comunidad cultural en castellano, liderada por el escritor argentino Hernán Casciari, que lleva adelante sus proyectos con el apoyo de los socios que la componen. Sus principios se remontan al blog Orsai, que Casciari escribía a principios del siglo XXI. En la actualidad edita libros y revistas, produce películas, series y documentales, genera concursos de literatura, teatro y audiovisual. En 2025 inauguró la Escuela de Narrativa Orsai en Buenos Aires.

## Revista Orsai
Es una publicación de 212 páginas sin publicidad que convoca a los mejores escritores e ilustradores de todo el mundo. Se publica y distribuye en todo el mundo desde 2011, año en que vio la luz el primer número de la primera temporada.

### Características
Una de las particularidades de la revista Orsai es su filosofía, planteada en el «Dodecálogo para la construcción de una revista imposible», publicado en septiembre de 2010 ante sus lectores: 
1. No tendrá publicidad, ni subsidios privados o estatales.
2. Tendrá la mejor calidad gráfica del mercado.
3. Prescindirá de todos los intermediarios posibles.
4. Tendrá una versión en papel y otra, dinámica, para tabletas.
5. Escribirán y dibujarán únicamente personas que admiremos mucho.
6. Llegará en menos de siete días a cualquier país del mundo.
7. Será trimestral y tendrá más de doscientas páginas.
8. En cada país costará lo que un libro (gastos de envío incluidos).
9. Contará con un capital inicial de cien mil euros.
10. La plata la ponemos nosotros, porque el sueño es nuestro.
11. Si salvamos la inversión, somos felices.
12. Si no salvamos la inversión, nos chupa un huevo.

Después de publicar esos doce puntos, puso a la venta el número 1 de la Revista Orsai, con la promesa de que imprimirían solo la cantidad de números que se vendieran en preventa. Y nunca más volverían a imprimirse. 
Tras su anuncio, 10.080 personas compraron a ciegas una revista de la cual no sabían más que lo que el propio Casciari había adelantado en forma de goteo a través de su blog (que entonces estaba alojado en orsai.es y actualmente en hernancasciari.com).

### Primera temporada
La primera etapa de Orsai estuvo conformada por los números 1, 2, 3 y 4, de publicación trimestral, durante 2011. La particularidad de esa primera etapa fue que las revistas tenían un total de 208 páginas, lo que dio por resultado un producto de más de medio kilo de celulosa y tinta, que se tradujo en una dificultad para su distribución internacional: tras pasar el límite de medio kilo establecido por los servicios postales, el costo de entrega se disparó notablemente, por lo que los números siguientes (desde 5 hasta el 16) se tomó la decisión de hacer revistas con mayor periodicidad, pero de menor cantidad de páginas. 

### Portadas
A lo largo de los 16 números que conformaron la primera temporada de Orsai, las portadas fueron ilustradas por diversos artistas. Los números 1 a 4, que vieron la luz en 2011, tuvieron un ilustrador diferente en cada portada. Para las ediciones 5 a 10 (que se publicaron en 2012), se eligió a Guillermo Decurgez (Decur) como ilustrador de todas las portadas. En 2013, los seis números que completaron la primera temporada de la revista fueron nuevamente ilustrados por diferentes artistas y fotógrafos. 

### Segunda temporada
En marzo de 2017, Casciari anuncia que vuelve Orsai desde sus redes sociales y, desde entonces se publica periódicamente hasta llegar al número 16. 

### Hitos
- El primer número de la primera temporada de Orsai venía acompañado por un señalador numerado para participar de un sorteo por una pizza. Por entonces, Casciari tenía a sus amigos Comequechu y Chiri Basilis instalados en Europa y este último preparaba pizzas. El sorteo incluía, además de la pizza, dos pasajes desde cualquier rincón del planeta para ir a comer con Casciari a Sant Celoni, donde residía.
- Cada edición de la revista cuenta con dos versiones: una en papel —que se pone a la venta de forma anticipada para financiar el proyecto y es comprada por miles de lectores sin conocer sus contenidos— y un PDF que el propio Casciari libera gratuitamente en su página web para quien quiera descargarlo.[3]
- Con la idea de crear comunidad y sentido de pertenencia, los lectores que compraban la revista en preventa tenían la posibilidad de aparecer en la segunda y anteúltima página de la revista, mandando una foto a la editorial. Con el tiempo, el sistema se mantuvo pero la cantidad de compradores hizo que solo apareciera el nombre y el apellido, a modo de agradecimiento por haber posibilitado la existencia del producto.
- Orsai Bar: entre 2011 y 2013, Casciari llevó adelante —junto a socios inversores espontáneos, surgidos de las entrañas de su blog—, un bar ubicado en San Telmo, Buenos Aires, que se convirtió en un reducto cultural donde varios escritores, músicos e ilustradores se daban cita para compartir sus trabajos con la comunidad.
- Problemas de importación: en 2011, a la luz de algunas restricciones a las importaciones impuestas por el gobierno, la revista —que por entonces se imprimía en Europa y desde ahí se distribuía a todo el mundo— quedó trabada en aduana, y eso generaba que su llegada no coincidiera con el viaje que Casciari había hecho especialmente desde Barcelona para presentar el número próximo en el Orsai Bar. El hecho escaló en las redes sociales[4] y llegó a oídos de Aníbal Fernández, entonces Jefe de Gabinete de ministros, quien desde su cuenta de Twitter anunció: «¿Orsai? Todo ok»,[5] algo que fue festejado como un logro desde la comunidad de seguidores de Casciari.

### Publicidad
La revista Orsai, basada en su manifiesto, no tiene —ni tendrá— publicidad, para evitar cualquier tipo de incidencia en el producto final. Cuando en 2010 Casciari renunció públicamente a los diarios El País (de España) y La Nación (de Argentina), y a las editoriales Random House Mondadori, Sudamericana, Grijalbo y Plaza&Janés, lo hizo enfocándose en el fastidio que le provocaba la incidencia de la publicidad en el producto final, algo que repercutía en el espacio que los medios le asignaban para publicar. Además, desconocía el modo en que las editoriales le pagaban por la venta de sus libros, un sistema que el propio Casciari entendía como poco transparente.

### Autores
A lo largo de su existencia, Orsai publicó entrevistas, crónicas e investigaciones que se corrieron del eje tradicional por su calidad, extensión y temática. Así, por ejemplo, pasaron Nick Hornby, Juan Villoro, Fabián Casas, Gonzalo Garcés, Josefina Licitra, Gabriela Wiener, Pablo Perantuono, Marcelo Birmajer, Leila Guerriero, Mario Bellatín, Guillermo Martínez, Leo Maslíah, Ana María Shua, Pedro Mairal, Leonardo Oyola, Carolina Aguirre, Enrique Symns, Joe Bageant, Luis Chaves, Juan Sklar, Aurora Venturini, Mempo Giardinelli, Mariana Enríquez, Junot Díaz, Joyce Carol Oates, Ricardo Ragendorfer, Rodolfo Palacios, Eduardo Sacheri, Javier Sinay, Juan Forn, Margarita García Robayo, Florencia Etcheves, Lorrie Moore, Claudia Piñeiro, Selva Almada, Amélie Nothomb, Beatriz Sarlo, Pablo Ramos, Zambayonny, Guadalupe Nettel, Tamara Tenenbaum, Samanta Schweblin, Camila Sosa Villada, Leila Sucari, Julieta Venegas, Silvina Giaganti, Ana García Blaya, Malena Pichot, entre otros.
Además, publicó entrevistas memorables, entre las que destacan las que José Edelstein le hizo a Stephen Hawking; las de Gonzalo Garcés a Diego Capusotto, Pedro Saborido, Alejandro Dolina; la de Pablo Perantuono a Carlos «Indio» Solari; y la de Josefina Licitra a José «Pepe» Mujica, entre otras.
Por otra parte, el arte y las ilustraciones estuvieron a cargo de artistas como Horacio Altuna, Montt, Jorge González, Crist, Decúr, Marcos López, Juan Sáenz Valiente, Lucas Nine, Tute, Rep, Boligán, Luis Alberto Spinetta, Max Aguirre, Ermengol Tolsà, Matías Tolsà, Bernardo Erlich, Liniers, Gustavo Sala, Eduardo Salles, Luis Mey, José Sbarra, Poly Bernatene, Margarita Cubino, Washington Cucurto, Joe Sacco, Josefina Schargorodsky, Laura Varsky, entre otros. 

### Versión digital
En noviembre de 2018, Casciari anuncia en su cuenta de Twitter que a partir del 1 de enero de 2019, la versión en papel de Orsai tendrá una «hermana ansiosa» en formato digital y gratuito. La actualización semanal del sitio tuvo su pata audiovisual y se convirtió en el Podcast Orsai que, más adelante, dio lugar al ciclo Casa Radio, conducido por Andy Kusnetzoff y el propio Casciari en FM Metro 95.1.

## Personal
- Hernán Casciari —  Editor responsable
- Christian Basilis — Jefe de redacción
- Margarita Monjardín — Directora de arte
- Josefina Licitra — Edición
- Carolina Martínez — Edición
- Ermengol Tolsà — Ilustraciones
- Matías Tolsà — Ilustraciones
- Yanina Arabena — Tipografías
- Guillermo Vizzari — Tipografías
- Ignacio Merlo — Comunicación

## Audiovisuales Orsai
A fines de 2020, Casciari comunicó en la web de la Comunidad Orsai que comenzaría a hacer producciones audiovisuales. Para su primer proyecto, compró los derechos de «La uruguaya», el best seller de Pedro Mairal y decidió llevar la historia al cine. Así, «La uruguaya» se transformó en la primera película producida por la Comunidad Orsai. 

### «La uruguaya»
Con el objetivo de lograr recaudar el dinero necesario para llevar adelante la producción, se pusieron a la venta seis mil bonos con un valor de 100 dólares cada uno, y se les dio la posibilidad a todos los socios de la comunidad de comprar un mínimo de un bono y un máximo de doscientos. Pero con una salvedad: no se trataba de un mecenazgo en el cual un grupo de gente ponía dinero para financiar un producto por amor al arte. Por el contrario: todas las ganancias que genere la película serían repartidas en forma proporcional entre los socios productores. El resultado fue que en menos de dos meses se agotaron los bonos y se consiguió algo excepcional en el universo del cine: recaudar la totalidad del dinero para producir una película antes de dar el primer paso. Su estreno mundial fue en la Competencia Internacional del 37.º Festival de Cine de Mar del Plata y su directora, Ana García Blaya, fue distinguida con el premio a la mejor dirección. 

#### Socios productores
La comunidad de socios productores —quienes financiaron íntegramente la película— participó en la toma de decisiones con la misma lógica que un congreso, votando a través de una app a la que solo tuvieron acceso quienes habían comprado bonos. Así, por ejemplo, en julio de 2021 eligieron quiénes serían los protagonistas, en un procedimiento exageradamente democrático.

#### El equipo de la película
La primera decisión artística estuvo a cargo de Hernán Casciari y Chiri Basilis: convocaron a Ana García Blaya para que se convirtiese en la directora de la película. Una vez que aceptó la propuesta, se empezó a delinear el resto del equipo, que se conforma de la siguiente manera, en orden alfabético
- Agustín Ferrando — Tirano
- Alejo Barmasch — Guion
- Ana García Blaya — Dirección
- Ana Laura Gussoni — Asistente de dirección
- César Charlone — Dirección de fotografía
- Chiri Basilis — Jefe de guion
- Emiliano Riasol — Producción
- Eugenia Sangalli — Maquillaje y peinado
- Fiorella Bottaioli — Protagonista
- Flavia Gaitan — Vestuario
- Florencia Mamberti — Dirección de fotografía
- Francisco Alcaro — Producción
- Gabriel Grosvald — Producción
- Guillermo Harosteguy — Programación
- Hernán Casciari — Socio productor
- Ignacio Merlo — Comunicación
- Javier Beltramino — Producción
- Joaquín Elizalde — Edición
- Joaquín Marqués Borchex — Producción
- Josefina Licitra — Guion
- Juan Games — Guion
- Marcos Krivocapich — Guion
- María Laura Berch — Dirección de casting
- Mariano Avellaneda — Producción
- Marlene Lievendag — Dirección de arte
- Melania Stucchi — Guion
- Pedro Mairal — Autor
- Sebastián Arzeno — Protagonista
- Sofía Badia — Guion
- Vanesa Pagani — Producción
- Walter Gammarota — Programación

### «Canelones»
A mediados de 2021, Casciari hizo pública una nueva convocatoria para participar de una producción audiovisual de Orsai. Esta vez será una miniserie llamada «Canelones», que se estrenará en plataformas de streaming en 2023. La filosofía es la misma que se aplicó para financiar «La uruguaya», sin límite de venta de bonos, lo que daría por resultado una superproducción o una realización más austera. Tras finalizar el proceso de inversión, la producción reunió más de 1 millón de dólares de parte de más de 5 mil socios productores.

#### El equipo de la miniserie
- Agustín Aristarán — Coprotagonista
- Ana Laura Gussoni — Dirección
- Christian "Chiri" Basilis — Dirección y guion
- Corina Fiorillo — Dirección de actores
- Darío Barassi — Protagonista
- Eugenia Gómez — Finanzas
- Gabriel Grosvald — Productor
- Hernán Casciari — Guion
- Ignacio Merlo — Comunicación
- Josefina Licitra — Guion
- Margarita Monjardín — Arte
- Mateo Montoya — Arte
- Nicolás Mayer — Ghost director
- Vanesa Pagani — Productora
- Verónica Llinás — Protagonista
- Agustín "Radagast" Aristaran— Protagonista
- Cesar Bordón— Protagonista
- Walter Gamamarota — Programación

### «Sola en el paraíso»
A finales de 2021, Orsai lanzó una nueva convocatoria a coproductores para financiar un documental. Se trata de «Sola en el paraíso», una historia real de principio a fin que le ocurrió a la actriz Justina Bustos, y ella misma será la encargada de llevar adelante el proyecto. 

### «La muerte de un comediante»
En agosto de 2022, la comunidad Orsai comenzó a reunir el dinero para llevar adelante la primera película dirigida y protagonizada por Diego Peretti, basada en una historia suya con guion de Hernán Casciari y Christian Basilis. Se llegó a recaudar más de un millón y medio de dólares contando con casi nueve mil socios productores.